# Wijken en buurten in Diemen
De Nederlandse gemeente Diemen is voor statistische doeleinden onderverdeeld in wijken en buurten. De gemeente is verdeeld in de volgende statistische wijken:
- Wijk 00 Diemen-Zuid (CBS-wijkcode:038400)
- Wijk 01 Diemen-Centrum (CBS-wijkcode:038401)
- Wijk 02 Diemen-Noord (CBS-wijkcode:038402)

Een statistische wijk kan bestaan uit meerdere buurten. Onderstaande tabel geeft de buurtindeling met kentallen volgens het Centraal Bureau voor de Statistiek (2008):
| CBS-buurtcode | Buurtnaam                           | Inwonertal | Opp. totaal (ha) | Opp. land (ha) | Ligging                |
| ------------- | ----------------------------------- | ---------- | ---------------- | -------------- | ---------------------- |
| BU03840001    | Biesbosch                           | 970        | 16               | 16             | Locatie in de gemeente |
| BU03840002    | Akkerland                           | 1210       | 18               | 18             | Locatie in de gemeente |
| BU03840003    | Polderland                          | 700        | 12               | 12             | Locatie in de gemeente |
| BU03840004    | Kruidenhof                          | 1340       | 14               | 14             | Locatie in de gemeente |
| BU03840005    | Bomenrijk                           | 1190       | 13               | 12             | Locatie in de gemeente |
| BU03840006    | Beukenhorst                         | 760        | 8                | 8              | Locatie in de gemeente |
| BU03840007    | Schelpenhoek                        | 870        | 13               | 13             | Locatie in de gemeente |
| BU03840008    | Anne Frank                          | 450        | 8                | 8              | Locatie in de gemeente |
| BU03840009    | Sniep                               | 0          | 21               | 18             | Locatie in de gemeente |
| BU03840010    | Verrijn Stuart                      | 40         | 57               | 56             | Locatie in de gemeente |
| BU03840011    | Bergwijkpark                        | 20         | 78               | 78             | Locatie in de gemeente |
| BU03840012    | Stammerdijk                         | 80         | 255              | 252            | Locatie in de gemeente |
| BU03840113    | Overdiemerpolder                    | 100        | 458              | 396            | Locatie in de gemeente |
| BU03840114    | Centrum-Oost                        | 1340       | 20               | 18             | Locatie in de gemeente |
| BU03840115    | Centrum-West                        | 1880       | 25               | 23             | Locatie in de gemeente |
| BU03840116    | Ruimzicht-West                      | 2300       | 33               | 33             | Locatie in de gemeente |
| BU03840117    | Ruimzicht-Oost                      | 2590       | 26               | 26             | Locatie in de gemeente |
| BU03840118    | Studentenflats                      | 770        | 4                | 4              | Locatie in de gemeente |
| BU03840219    | Buitenlust                          | 320        | 40               | 40             | Locatie in de gemeente |
| BU03840220    | Spoorzicht                          | 330        | 13               | 13             | Locatie in de gemeente |
| BU03840221    | Oud-Diemen                          | 30         | 2                | 2              | Locatie in de gemeente |
| BU03840222    | Buytenstee                          | 2000       | 53               | 50             | Locatie in de gemeente |
| BU03840223    | Vogelweide en Scheepskwartier-Noord | 2710       | 33               | 30             | Locatie in de gemeente |
| BU03840224    | Vlindertuin en Scheepskwartier-Zuid | 2050       | 37               | 34             | Locatie in de gemeente |
| BU03840225    | Diemerpolder                        | 0          | 42               | 29             | Locatie in de gemeente |